# 2017 у літературі

## Річниці
- 3 січня — 150 років від дня народження української письменниці Євгенії Бохенської;
- 24 березня — 70 років від дня народження українського журналіста, поета Євгена Безкоровайного;
- 21 травня — 80 років від дня народження українського літературознавця, літературного критика, доктора філологічних наук, громадсько-політичного діяча Романа Гром'яка;
- 18 квітня — 70 років від дня народження української поетеси, лікаря Ганни Костів-Гуски;
- 26 травня — 110 років від дня народження українського історика, літературознавця, публіциста, видавця Теофіля Коструби;
- 19 червня — 70 років від дня народження українського письменника, заслуженого діяча науки й техніки, доктора економічних наук, професора Богдана Андрушківа;
- 23 серпня — 150 років від дня народження українського письменника, критика, публіциста, громадського діяча Осипа Маковея;
- 200 років від дня народження українського поета Михайла Петренка.

## Померли

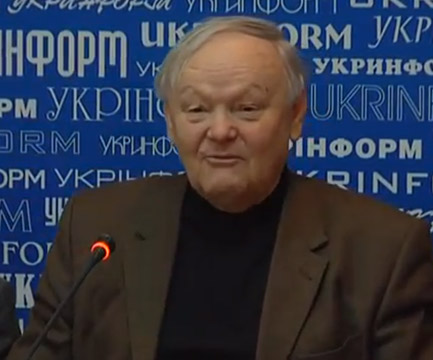
Борис Олійник

- 2 січня — Джон Бергер, 90, англійський мистецтвознавець, письменник, поет, художник. Лауреат Букерівської премії.
- 6 січня — Світлана Костюк, 52, українська поетеса, журналіст, педагог, громадський діяч.
- 18 січня — Пітер Абрагамс, 97, англомовний письменник з Південної Африки.
- 3 лютого — Дрітеро Аголлі, 85, албанський письменник, перекладач, журналіст та політичний діяч.
- 4 березня — Олекса Вусик, 79, український письменник, прозаїк, гуморист, лексикограф.
- 16 березня — Торгні Ліндгрен, 78, шведський поет та письменник.
- 17 березня — Дерек Волкотт, 87, карибський поет, драматург, письменник, Лауреат Нобелівської премії з літератури 1992 року.
- 27 березня — Девід Сторі, 83, англійський драматург, сценарист, романіст і професійний гравець в регбі.
- 30 березня — Володимир Канівець, 93, український радянський письменник, драматург. Лауреат Державної премії УРСР імені Тараса Шевченка (1970).
- 6 квітня — Петро Саварин, 90, український письменник, правник, громадсько-політичний діяч у Канаді.
- 8 квітня — Волохонський Анрі Гіршевич, 81, російський поет, прозаїк, філософ, перекладач.
- 10 квітня — Кирило Ковальджі, 87, російський поет, прозаїк, критик і перекладач.
- 22 квітня — Вільям Гйортсберг, 76, американський письменник і сценарист, відомий своїми сценаріями до фільмів «Легенда» та «Янгольське серце».
- 30 квітня — Борис Олійник, 81, український поет, перекладач, дійсний член НАНУ, голова Українського фонду культури, Герой України (2005), Почесний академік Академії мистецтв України.
- 1 травня — Анатолій Криловець, 56, український поет.
- 2 червня — Микола Бучко, 68, український письменник, лауреат премій ім. П. Усенка, С. Воробкевича, Д. Загула, П. Целана.
- 4 червня — Хуан Гойтісоло, 86, іспанський письменник і журналіст.
- 13 червня — Ульф Старк, 72, шведський письменник і сценарист.
- 26 червня — Нафі Джусойти, 92, осетинський науковець у галузі історії літератури і фольклору.
- 27 червня — Майкл Бонд, 91, англійський письменник і сценарист, автор широко відомої серії книг про ведмедика Паддінгтона, нагороджений Орденом Британської імперії (1997).
- 3 липня — Паоло Вілладжо, 84, італійський актор, письменникта режисер.
- 10 липня — Августин Бузура, 78, румунський письменник, есеїст, журналіст, редактор, літературний критик.
- 6 серпня — Ернст Цюндель, 78, німецький публіцист, ревізіоніст Голокосту.
- 8 серпня — Ґонзаґ Сен-Брі, 69, французький журналіст, історик та романіст.
- 19 серпня — Януш Гловацький, 78, польський прозаїк, драматург, сценарист.
- 30 серпня —
  - Марджорі Бултон, 93, поет, прозаїк і драматург, есперантолог; одна з найбільш відомих представниць «англійської школи» в есперантській поезії.
  - Луїза Хей, 90, американська письменниця, авторка мотиваційних книг, засновниця видавничої компанії
- 3 вересня — Джон Ешбері, 90, американський поет, лауреат Пулітцерівської премії (1976).
- 18 вересня — Осип Зінкевич, 92, український літературознавець, видавець, голова правління українського незалежного видавництва «Смолоскип»
- 20 вересня — Ене Мігкельсон, 72, естонська письменниця.
- 7 жовтня —
  - Олексій Довгий, 88, український письменник, перекладач, літературний критик, пісняр.
  - В'ячеслав Іванов, 88, російський лінгвіст, літературознавець, видатний індоєвропеїст, один із засновників математичної лінгвістики та семіотики культури.
- 12 жовтня — Ервін Мозер, 63, австрійський дитячий письменник і художник, лауреат численних премій у сфері дитячої літератури.
- 14 жовтня — Річард Вілбер, 96, американський поет і перекладач. Двічі лауреат Пулітцерівської премії (1957 і 1989).
- 17 жовтня — Борис Бергер, 52, український, російський і німецький художник, поет, філософ, директор видавництва Emergency Exit.